# (1186) Turnera
(1186) Turnera est un astéroïde de la ceinture principale découvert le 1er août 1929 par l'astronome sud-africain Cyril V. Jackson. Il a été nommé en référence à l'astronome britannique Herbert Hall Turner.

## Historique
Le lieu de découverte, par l'astronome sud-africain Cyril V. Jackson, est Johannesburg (UO).
Sa désignation provisoire, lors de sa découverte le 1er août 1929, était 1929 PL.

## Caractéristiques
Sa distance minimale d'intersection de l'orbite terrestre est de 1,719 310 ua.